# Lean In
Lean In: Women, Work, and the Will to Lead é um livro de 2013 que incentiva as mulheres a se afirmarem no trabalho e em casa, co-escrito pela diretora de operações do Facebook, Sheryl Sandberg, e pela escritora de TV e revista Nell Scovell.
Em resposta ao sucesso do livro, Sandberg fundou a LeanIn.org (também conhecida como Lean In Foundation) no mesmo ano em que o livro foi publicado, 2013, uma organização sem fins lucrativos 501(c)(3), dedicada "a oferecendo às mulheres a inspiração e o apoio contínuos para ajudá-las a alcançar seus objetivos." A organização oferece recursos educacionais e programação que incentiva a liderança feminina.

## Recepção e críticas
O livro foi revisado por vários comentaristas.
Em julho de 2013, o jornal de arte e crítica The Baffler publicou um longo artigo sobre o livro e a criação do LeanIn.org. No artigo, a jornalista Susan Faludi, vencedora do Prêmio Pulitzer, argumenta que a mensagem da autodenominada feminista Sandberg sobre o empoderamento das mulheres no local de trabalho é na verdade uma campanha apoiada por empresas que incentiva as mulheres a se promoverem individualmente como "objetos de consumo comercializáveis" para o avanço profissional, enquanto desencoraja a solidariedade e minimiza os efeitos prejudiciais do preconceito sistêmico de gênero sentido coletivamente pelas mulheres no local de trabalho. O artigo questiona ainda os critérios de seleção usados pelo LeanIn.org para seus parceiros, muitos dos quais são sobrecarregados por "reclamações recentes ou pendentes da EEOC e ações judiciais estaduais e federais envolvendo discriminação sexual, assédio sexual, discriminação de gravidez, promoção injusta e política, demissões injustas e retaliações baseadas em gênero contra funcionárias". A análise de Faludi conclui com um relato detalhado de suas tentativas fracassadas de entrar em contato com Sandberg para uma entrevista gravada, juntamente com uma seção diretamente citada da correspondência de e-mail de Faludi com a equipe de relações públicas de Sandberg. Nos e-mails, os pedidos de Faludi por exemplos específicos do suposto ativismo no local de trabalho do LeanIn.org e esclarecimento de políticas parecem ser recebidos com respostas defletivas.
O The Guardian se referiu ao Lean In como "um guia infantilizante e reacionário para mulheres ambiciosas".

Em 2015, a engenheira de software Kate Heddleston comentou:
As mulheres na tecnologia são o canário na mina de carvão. Normalmente, quando o canário na mina de carvão começa a morrer, você sabe que o ambiente é tóxico e deve dar o fora. Em vez disso, a indústria de tecnologia está olhando para o canário, imaginando por que ele não consegue respirar, dizendo: "Incline-se, canário. Inclina-se!" Quando um canário morre eles ganham um novo porque conseguir mais canários é como você conserta a sua falta, sabe? Só que o problema é que não há oxigênio suficiente na mina de carvão, não que haja poucos canários.
Em 2018, Michelle Obama disse que inclinar-se nem sempre funciona.

### Interseccionalidade: raça, classe e identidade sexual
A autora bell hooks escreveu uma análise crítica do livro, chamada "Dig Deep: Beyond Lean In". hooks chama a posição de Sandberg de "falsa feminista" e descreve sua postura sobre a igualdade de gênero no local de trabalho como agradável para aqueles que exercem o poder na sociedade - homens brancos ricos, de acordo com hooks - em um pacote aparentemente feminista. hooks escreve: "[Sandberg] aparece como uma adorável irmã mais nova que só quer jogar no time do irmão mais velho." hooks afirma que a mídia de massa, junto com Sandberg, nos diz que qualquer mulher disposta a trabalhar duro pode subir a escada corporativa até o topo. O artigo argumenta ainda que o Lean In ignora "os obstáculos sistêmicos concretos que a maioria das mulheres enfrenta dentro da força de trabalho". Ela disse que, em vez da campanha "Lean In" incitar a mudança social, seu objetivo é aconselhar as mulheres sobre como ter sucesso dentro das condições existentes e que efetivamente o Lean In não considera a realidade da interseccionalidade, que tem sido um crescente sujeito no movimento feminista contemporâneo.
Os principais elementos do artigo de hooks, como raça, classe e sexualidade, são extraídos de sua obra Feminism Is For Everybody. No livro, ela escreve como nem todas as mulheres vivem igualmente – não há uma identidade homogênea para as mulheres. hooks afirma que as mulheres brancas privilegiadas sabem que seu status é diferente do das mulheres negras/mulheres de cor (pg.10); mulheres brancas reformistas com privilégio de classe querem a liberdade que veem os homens de sua classe desfrutando (pg.38); e as mulheres heterossexuais atraem mais os homens e a sociedade (pág.97).
Kathleen Geier discutiu no artigo "O feminismo tem um problema de classe?" a filosofia de Sandberg que, se mais mulheres avançassem para posições de liderança, todas as mulheres ganhariam. A resposta de Geier a essas suposições foi: "há poucas razões para acreditar que o feminismo de 'gotejamento' ao estilo de Sandberg beneficiará as massas mais do que seu equivalente econômico... seu entusiasmo pelo capitalismo e sua defesa de uma estratégia despolitizada que se concentrou em auto-aperfeiçoamento em vez de ação coletiva incomodou muitas feministas de esquerda." Geier aconselha que a única maneira eficaz e duradoura de promover a igualdade econômica é por meio da ação política coletiva; a implementação de alguns programas, como creches universais, licença remunerada para a família e por doença, e um limite de horas de trabalho ao estilo europeu ressoariam para mulheres de todas as classes.
Susan Faludi argumenta em um artigo da CNN que o Lean In de Sandberg está sendo atacado por todas as razões erradas. Faludi explica que os desafiantes do Lean In não podem argumentar contra Sandberg sem mencionar seu patrimônio líquido e a metragem quadrada de sua casa (1 bilhão e 9.200, respectivamente). Faludi expressa que um problema com Lean In é que ele deixa de fora as mães solteiras: "O Lean In oferece uma falsa liberação para as mães solteiras, pois elas não poderiam 'inclinar-se' se quisessem". No artigo, Faludi argumenta que melhorar a vida das mães solteiras requer mais do que mostrar às mulheres privilegiadas como elas podem avançar ainda mais na sociedade. Esse ponto de vista se correlaciona com as feministas contemporâneas que defendem a mudança social e cultural para apoiar a "maternidade" (incluindo mães solteiras) como uma experiência empoderadora e não opressiva.